# Carl Ludwig
Carl Friedrich Wilhelm Ludwig (în limba germană: [ˈluːtvɪç]; n. 29 decembrie 1816, Witzenhausen, Hessa, Germania – d. 24 aprilie 1895, Leipzig, Imperiul German) a fost un medic și fiziolog german. Activitatea sa de cercetător și profesor a avut o influență majoră asupra înțelegerii, metodelor și aparatelor utilizate în aproape toate ramurile fiziologiei. În 1842 Ludwig a devenit profesor de fiziologie și în 1846 de anatomie comparată. 
De la profesorii din Zurich și Viena a plecat în 1865 la Universitatea din Leipzig și a dezvoltat acolo Institutul Fiziologic, desemnat astăzi după el: Institutul de Fiziologie Carl Ludwig. Ludwig a cercetat mai multe subiecte precum fiziologia tensiunii arteriale, excreția urinară și anestezia. A primit medalia Copley în 1884 pentru cercetările sale. A primit medalia Copley în 1884 pentru cercetările sale. În 1869, a fost ales membru străin al Academiei Regale Suedeze de Științe. Este creditat că a inventat stromuhr. 